# Franz Buchrieser
Franz Buchrieser (* 26. Dezember 1937 in Graz) ist ein österreichischer Schauspieler und Autor. Bekannt wurde er durch die Hauptrolle in der Fernsehserie Kottan ermittelt.

## Karriere
Der Autodidakt nahm seine erste größere Rolle in der Alpensaga unter der Regie von Dieter Berner erst mit 39 Jahren an. Bis dahin war er als „zum Umfeld der Grazer Gruppe zählender“ Autor hauptsächlich fürs Theater tätig, wobei er sich oft auf seinen Bauernhof in der Steiermark zurückzog, den er als Landwirt auch bewirtschaftete.
Von 1977 bis 1979 spielte Buchrieser unter der Regie von Peter Patzak in drei Folgen von Kottan ermittelt die Figur des Major Adolf Kottan. Sein Vorgänger in dieser Rolle war Peter Vogel, 1980 wurde Lukas Resetarits Buchriesers Nachfolger. Buchrieser war allerdings noch ein viertes Mal als Kottan zu sehen, nämlich in dem Spielfilm Den Tüchtigen gehört die Welt (1980/81; Buch: Helmut Zenker, Regie: Patzak).
Außerdem wirkte er als Gottfried Meck in Rainer Werner Fassbinders Döblin-Verfilmung Berlin Alexanderplatz mit, sowie in Roland Emmerichs Das Arche-Noah-Prinzip, in Die Fernsehsaga – Eine steirische Fernsehgeschichte von Julian Pölsler, in Wanted von und mit Alfred Dorfer sowie in Der Bulle und das Mädchen und in Der Skipper, beide mit Jürgen Prochnow. Er spielte eine Hauptrolle in dem österreichischen Film Rosen aus Jericho (1994) zum Thema Krebs. In der deutschen Fernsehserie Auf Achse trat er in mehreren Folgen als österreichischer Trucker und Hasardeur Max Kottan auf. Buchrieser war weiters in den österreichischen Serien Julia – Eine ungewöhnliche Frau (ab 1999, mit Christiane Hörbiger) und Das Glück dieser Erde (2011) zu sehen.

## Eigene Werke
- Hans. Stück. Sessler, Wien s. a.[1]
- Hanserl. Stück in einem Akt. S. Fischer, Frankfurt am Main (1959).[2][3][Anm. 1]
- Promotion. S. Fischer, Frankfurt am Main (1959 ?).[4][3]
- —, Erhard Göttlicher (Bilder): Der schöne große Alexander. Eine wahre Geschichte. Jugend und Volk, Wien/München 1975, ISBN 3-7141-1704-0, ISBN 3-8113-1704-0.[5]
- Das Produkt. Ein dramatisch aufgelöster Monolog. S. Fischer, Frankfurt am Main 1976[6]
- —, Erhard Göttlicher: Olivia kann fliegen. Bertelsmann, München 1976, ISBN 3-570-05145-5.
- —, Harald Müller: Der Zögling. Aus dem Hörspiel-Repertoire. 1 Tonband (AEG-Kern, 60 min., 19 cm/s, stereo, Halbspur, lp.). Ö1, s. l. 1977[7]
- Die Wassermannsage[8]
- Der Wandertag[8]

## Auszeichnungen, Preise
- Literaturstipendium des Landes Steiermark (1975)[9]
- Literaturförderungspreis der Stadt Graz (1976)[10]

## Filmografie (Auswahl)
- 1976–1980: Die Alpensaga
- 1977–1979: Kottan ermittelt
- 1978: Der Sturz
- 1979: Kassbach
- 1980: Berlin Alexanderplatz
- 1981: Den Tüchtigen gehört die Welt
- 1983: Heller Wahn
- 1983–1992: Auf Achse (Fernsehserie, mehrere Folgen)
- 1984: Das Arche Noah Prinzip
- 1985: Der Bulle und das Mädchen
- 1985: Tatort: Doppelspiel
- 1985: Bas-Boris Bode (Fernsehserie, 6 Folgen)
- 1986: Die Arbeitersaga – (Fernsehserie, Teil 3 – Müllomania)
- 1990: Der Skipper
- 1993: Der Salzbaron
- 1994: Rosen aus Jericho
- 1995: Die Fernsehsaga – Eine steirische Fernsehgeschichte
- 1998: Drei Herren
- 1999: Wanted
- 1999–2002: Julia – Eine ungewöhnliche Frau (Fernsehserie)
- 2001: Zwölfeläuten
- 2001: Die Pferdefrau
- 2002: Der Bulle von Tölz: Schlusspfiff
- 2003: Soko Kitzbühel: Maximaler Profit
- 2004: Tatort: Vorstadtballade
- 2004: Das Traumhotel – Sterne über Thailand (Fernsehfilm)
- 2004: Das Familiengeheimnis
- 2005: Forsthaus Falkenau – Der Neue
- 2006: Kurhotel Alpenglück
- 2007: Die Rosenheim-Cops – Der Jäger ist des Jägers Tod
- 2007: Der Ruf der Berge – Schatten der Vergangenheit
- 2007: Tout est pardonné
- 2008: Der Indische Ring (Fernsehfilm)
- 2008: Echte Wiener – Die Sackbauer-Saga
- 2010: Echte Wiener 2 – Die Deppat’n und die Gspritzt’n
- 2010: Garmischer Bergspitzen (Fernsehfilm)
- 2011: Das Glück dieser Erde
- 2015: Blockbuster – Das Leben ist ein Film
- 2018: SOKO DONAU (Im Paradies)
- 2018: Murer – Anatomie eines Prozesses
- 2019: Um Himmels Willen – Rückschläge
- 2019: Watzmann ermittelt – Der Alte vom Berg
- 2020: Das Tal der Mörder (Fernsehfilm)
- 2021: Kaiserschmarrndrama
- 2021: Landkrimi – Steirertod
- 2023: Operation White Christmas
- 2025: Das geheime Stockwerk